# Kanton Phalsbourg
Phalsbourg is een kanton van het Franse departement Moselle. Het kanton maakt deel uit van het arrondissement Sarrebourg-Château-Salins. Het heeft een oppervlakte van 501,73 km² en telde 32.836 inwoners in 2017, dat is een dichtheid van 65 inwoners/km².

## Gemeenten
Het kanton Phalsbourg omvatte tot 2014 de volgende 26 gemeenten:
- Arzviller
- Berling
- Bourscheid
- Brouviller
- Dabo
- Danne-et-Quatre-Vents
- Dannelbourg
- Garrebourg
- Guntzviller
- Hangviller
- Haselbourg
- Henridorff
- Hérange
- Hultehouse
- Lixheim
- Lutzelbourg
- Metting
- Mittelbronn
- Phalsbourg (hoofdplaats)
- Saint-Jean-Kourtzerode
- Saint-Louis
- Vescheim
- Vilsberg
- Waltembourg
- Wintersbourg
- Zilling

### Kantonale herindeling
Bij de herindeling van de kantons bij decreet van 18 februari 2014, met uitwerking in maart 2015, werden de gemeenten Barchain, Brouderdorff, Harreberg, Hartzviller, Hesse, Hommert, Niderviller, Plaine-de-Walsch, Schneckenbusch, Troisfontaines, Walscheid en Xouaxange van het kanton Sarrebourg overgeheveld. 
Ook werd het kanton Lorquin opgeheven en de gemeenten opgenomen in het kanton Phalsbourg. 

### Huidige indeling
Het kanton Phalsbourg omvat sinds 2015 de volgende 56 gemeenten:
- Abreschviller
- Arzviller
- Aspach
- Barchain
- Berling
- Bourscheid
- Brouderdorff
- Brouviller
- Dabo
- Danne-et-Quatre-Vents
- Dannelbourg
- Fraquelfing
- Garrebourg
- Guntzviller
- Hangviller
- Harreberg
- Hartzviller
- Haselbourg
- Hattigny
- Héming
- Henridorff
- Hérange
- Hermelange
- Hesse
- Hommert
- Hultehouse
- Lafrimbolle
- Landange
- Laneuveville-lès-Lorquin
- Lixheim
- Lorquin
- Lutzelbourg
- Métairies-Saint-Quirin
- Metting
- Mittelbronn
- Neufmoulins
- Niderhoff
- Niderviller
- Nitting
- Phalsbourg
- Plaine-de-Walsch
- Saint-Jean-Kourtzerode
- Saint-Louis
- Saint-Quirin
- Schneckenbusch
- Troisfontaines
- Turquestein-Blancrupt
- Vasperviller
- Vescheim
- Vilsberg
- Voyer
- Walscheid
- Waltembourg
- Wintersbourg
- Xouaxange
- Zilling